# ديف بيسانت
ديف بيسانت (بالإنجليزية: Dave Beasant) (مواليد 20 مارس 1959) هو لاعب كرة قدم. يلعب مع منتخب إنجلترا لكرة القدم. سبق له أن لعب في كأس العالم لكرة القدم مع منتخب بلاده.

## روابط خارجية
- ديف بيسانت على موقع الاتحاد الدولي (مؤرشف)  (الإنجليزية)
- ديف بيسانت على موقع قاعدة بيانات كرة القدم.إي يو (الإنجليزية)
- ديف بيسانت على موقع ناشيونال فوتبول تيمز (الإنجليزية)
- ديف بيسانت على موقع Soccerbase.com (لاعب) (الإنجليزية)
- ديف بيسانت على موقع عالم كرة القدم.نت (الإنجليزية)
- ديف بيسانت على موقع كووورة